# لسان الثور الهش
لسان الثور الهش (باللاتينية: Anchusa crispa) نوع نباتي يتبع جنس لسان الثور من الفصيلة الحِمحِمية.

## البيئة والانتشار
موطنه جزيرتا سردينيا وكورسيكا.